# Gugernusok
A gugernusok, más néven cugernusok, ókori germán néptörzs a Rajna alsó folyásánál. Egyes kutatók a sicamberekhez sorolják őket. Tacitus és idősebb Plinius tesz említést róluk.